# Commentationes de Leguminosarum Generibus
Commentationes de Leguminosarum Generibus (abreviado Comm. Legum. Gen.) es un libro con ilustraciones y descripciones botánicas que fue escrito por el botánico, pteridólogo y micólogo inglés George Bentham. Fue publicado el año 1837.